# Strachkwas Chrystian
Strachkwas Chrystian (ur. 28 września 935 w Pradze, zm. 996 tamże) – syn Bolesława I Srogiego, księcia Czech z dynastii Przemyślidów, zakonnik w klasztorze św. Emmerama w Ratyzbonie; biskup elekt praski. Zdaniem większości badaczy autor żywota świętej Ludmiły i świętego Wacława.
Był młodszym bratem Bolesława II Pobożnego, Dobrawy i Mlady Marii. Urodził się w dniu, w którym zausznicy Bolesława I zamordowali brata tego ostatniego – księcia Wacława I Świętego. Według Kosmasa z Pragi stąd otrzymał imię Strachkwas znaczące „straszna uczta”.
W 992 roku stał na czele poselstwa, które udało się do Rzymu do świętego Wojciecha z prośbą, aby powrócił do swojej stolicy biskupiej w Pradze. W 996 r. wybrany na biskupa praskiego. Zmarł przed objęciem urzędu.